# ربوو (استان اشوی‌داشکسیه)
ربوو (به لهستانی: Rębów) یک منطقهٔ مسکونی در لهستان است که در گمینا کییه واقع شده‌است.